# 22857 Hyde
22857 Hyde è un asteroide della fascia principale. Scoperto nel 1999, presenta un'orbita caratterizzata da un semiasse maggiore pari a 2,2525633 UA e da un'eccentricità di 0,1246779, inclinata di 6,07976° rispetto all'eclittica.